# 지부네역
지부네역(일본어: 千船駅, ちぶねえき)은 일본 오사카부 오사카시 니시요도가와구에 있는 한신 전기철도 본선의 역이다. 역 번호는 HS 06이다.
평일 아침 러시아워 시간대만 운행되는 구간급행 정차역이다.

## 역사
- 1921년 1월 5일: 영업 개시.
- 1977년 6월 10일: 고가화.
- 2009년 3월 20일: 본선 준급 설정 폐지, 대신 구간급행 열차는 정차하게 됨.
- 2014년 4월 1일: 역 번호 도입.

## 역 구조
대피 설비를 가지는 섬식 승강장 2면 4선의 고가역이다. 개찰구와 대합실은 2층, 승강장은 3층에 있다. 개찰구는 1개소 뿐이다.

### 승강장
| 번호 | 노선   | 방향 | 행선                                             |
| ---- | ------ | ---- | ------------------------------------------------ |
| 1    | ■ 본선 | 상행 | 노다・우메다 방면                                |
| 2    | ■ 본선 | 상행 | 노다・오사카 (우메다) 행                         |
| 3    | ■ 본선 | 하행 | 아마가사키・고베 (산노미야)・아카시・히메지 방면 |
| 4    | ■ 본선 | 하행 | 아마가사키・고베 (산노미야)・아카시・히메지 방면 |

※ 안쪽 2선(2,3번 선)이 주로 본선, 바깥쪽 2선(1,4번 선)이 대피선이다. 승강장 유효 길이는 모두 8량 편성분이다.

## 역 주변
간자키 강의 하중도인 쓰쿠다에 입지한다. 에도 시대에는 본 땅에 에도로 이주한 사람들이 열었던 것으로 도쿄도 주오구 쓰쿠다이다.
- 니시요도가와 지부네 우체국
- 니시요도가와 쓰쿠다 우체국
- 다미노 신사
- 오사카 시립 쓰쿠다 중학교
- 오사카 시립 쓰쿠다 초등학교
- 오사카 시립 쓰쿠다니시 초등학교
- 오사카 시립 쓰쿠다미나미 초등학교
- 지부네 병원
- 야마토 운수 니시요도가와 영업소
- 오사카 기전
- 스에히로 공업

## 인접역
| 한신 전기철도 ■ 본선       | 한신 전기철도 ■ 본선 | 한신 전기철도 ■ 본선         |
| -------------------------- | -------------------- | ---------------------------- |
| HS 03 노다 우메다 방면     | ■ 구간급행           | 아마가사키 HS 09 고시엔 방면 |
| HS 05 히메지마 우메다 방면 | ■ 보통               | 구이세 HS 07 신카이치 방면   |